# Combate de Curaco
El combate de Curaco fue un combate que sucedió el 19 de noviembre de 1868, en la localidad de Curaco, comuna de collipulli, en la actual región chilena de la Araucanía como parte de la ocupación de la Araucanía entre las fuerzas chilenas del  subteniente Tristán Plaza y las fuerzas mapuches al mando del cacique arribano Quilapán. 

## Los hechos

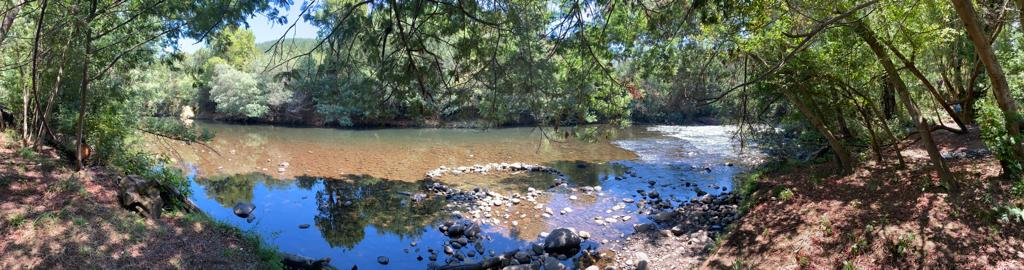
Panorámica de un vado del río Malleco cerca de Curaco

Tras el éxito de Saavedra y el avance de la línea hasta el malleco, se cimentó la línea de fuertes que brindaban protección para las actividades de explotación maderera, permitiendo el avance de las tropas hacia el interior de arauco siguiendo con el plan de ocupación. 
Es justo decir que esto se logró gracias a grandes abusos contra los nativos que eran despojados sin más de sus tierras y pertenencias, en el mejor de los casos. Sin embargo, hubo loncos nagches que lograron llegar a acuerdos en los que vendieron sus tierras para evitar conflictos. Los wenteches veían con profundo malestar el avance de la línea del Malleco y estaban disgustados con los loncos nagches que les mentían sobre la venta de sus terrenos, para evitar exponerse a sus iras. Es así que en marzo de 1868 los wenteches al mando del lonco Quilapán y algunos nagches acordaron la rebelión y hacerle la guerra a los chilenos.
Durante la madrugada, a las 2:00 a. m. del 19 de noviembre de 1868 el fortín curaco se vio rodeado y atacado por sorpresa por dos mil wenteches. En este momento el fortín curaco estaba bajo las órdenes del  subteniente Tristán Plaza, quien contaba con apenas 45 hombres:

"El 19 de noviembre último a las 2 horas A. M. los fuertes Collipulli, Perasco i Curaco fueron atacados por los  indios, que validos de la oscuridad de la noche, habían pasado el  malleco en gran número. [...]
Aquí debo hacer notar la heroica defensa hecha, por el fuerte Curaco, que por su posicion aislada i su corta guarnición, que solo se componía de 45 hombres, fué al que mas cargaron los enemigos. Esta pequeña guarnición estaba bajo las órdenes del  subteniente del batallón 3.° de línea don Tristan Plaza." (sic)
 Ministro de Guerra Francisco Echaurren en memoria de Guerra

La reyerta se extendió hasta bien entrada la mañana, fue encarnizada y cuerpo a cuerpo. En el combate participaron no sólo los soldados estacionados en el lugar, si no incluso los hombres, mujeres y niños que vivían en las cercanías. Se disparaba a quemarropa, y en los demás casos se defendían con su bayoneta:

"Mui satisfactorio me es, señor Jeneral, manifestar a US. la heroica defensa del fuerte de Curaco que se defendía con valentía, disparando solo a quema-ropa, habiendo quedado cinco enemigos muertos en la puerta casi del cuartel. El número de enemigos que ha quedado muerto i. fuera de combate es numeroso, según me lo anuncia el Mayor Ramírez, porque en todas direcciones han quedado regueros de sangre.[...]
En Curaco hai diez personas heridas, cinco hombres de la guarnición, tres mujeres i dos niños; de gravedad solo una mujer. [...] " (sic)
 Carta del Teniente Coronel Nicanor Silva Arraigada al General Jose Manuel Pinto Arias, 19 de Noviembre de 1869

Habiendo recibido aviso alrededor de las 6 de la mañana, parte un contingente de refuerzo desde Chiguaihue al mando del Sargento Mayor Eleuterio Ramírez del segundo batallón de línea, llegando a curaco a las 11 de la mañana, donde quedan de forma permanente 23 hombres, además de traer munición extra. El combate terminó dejando un saldo de 10 personas heridas y un número indeterminado de mapuches muertos.

## Crónica
Este combate fue reseñado por el historiador chileno Tomás Guevara, que en su libro Ocupación de la Araucanía narra los hechos acaecidos en el fuerte Curaco, donde podemos encontrar la transcripción de una crónica de un soldado de primera línea del tercer batallón de línea, estacionado en el fuerte Curaco al momento del ataque.

Serían las dos de la madrugada. La noche era tenebrosamente oscura, fría y nebulosa. La tropa franca dormía tranquilamente dentro del rancho, y los moradores en sus rucas. En una de éstas, a inmediaciones del cuartel, dormía como los demás, el subteniente. No se oía más ruido que el monótono y triste rechinar de las ramas en los árboles mecidas por una suave brisa; y de cuarto en cuarto de hora, el quejumbroso '¡alerta!' del centinela solitario, repetido a lo lejos por los lúgubres ecos del valle y de la montaña.
Hubo momento en que el centinela creyó percibir cerca de sí un ligero ruido. Escuchó atentamente, se inclinó hacia adelante tratando de percibir al través de las densas tinieblas el objeto que pudiera producir aquel leve, insólito sonido, pero nada no vio ni oyó -me habré engañado, se dijo-. Sin embargo, prosiguió poniendo atención y reteniendo el aliento, luego, el ruido se repitió de nuevo, más distinto y cercano, semejante al roce de un reptil que se arrastra por la yerba. La hora no es para que pasen las culebras ni las lagartijas, pensó el centinela. Y junto con hacerse esta reflexión, lanzó un enérgico y sonoro '¿quién vive?' empuñando al mismo tiempo su fusil en actitud defensiva.
El ruido cesó como por encanto; pero inmediatamente se dejaron oír en diversas direcciones silenciosos y callados; '¡ya!..., ¡ya!..., ¡ya!...', que el centinela percibió distintamente. Un segundo '¿quién vive?' más valiente que el anterior, atronó los ámbitos del bosque; y oyendo que junto a él una voz medrosa respondía; paichano, se echó por un movimiento rápido el fusil a la cara, y el traidor paichano, que ya le amagara el pecho con un agudo puñal, rodó por el suelo bañado en sangre.
Tras el estampido del trueno, la tempestad estalló con terrible y espantosa furia. La detonación del tiro y los gritos del centinela: '¿cabo de guardia? ¡a las armas! ¡el enemigo!', acompañados de la enérgica expresión habitual en nuestros bravos soldados, hicieron saltar desnudos de sus lechos a los hombres de la guarnición, que dejaron los pantalones para tomar sus armas y salieron apresuradamente a formar en batalla fuera del rancho.
Ya era tiempo. Los araucanos, en número de más de mil combatientes, a pie y a caballo, cubrían literalmente la posición y sus alrededores, y a la vez que el centinela mataba a su primero y más arrojado adalid, pegaban instantáneamente fuego a las rucas del lugar, y alumbrados por el incendio, arremetían resueltamente contra la guarnición.
En este instante, abriéndose paso por entre los salvajes, que llegaban ya hasta adentro del cerco de tranqueros, se presenta a la cabeza de su tropa el subteniente desnudo como sus soldados, pero con el hierro en la diestra, la energía en el alma y la bravura indomable en los ojos y en el ademán. A su vez y con la presteza del relámpago, los hombres acometieron con furia y denuedo, repartiéndose listos por el recinto, para detener por todas partes a los asaltantes, trabándose en cada punto un combate cuerpo a cuerpo, en que los indios daban puñaladas y recibían bayonetazos.
Soldados, labradores, mujeres y niños, todos tomaron parte en aquella espantosa refriega, que duró más de cuatro horas, porque los indios, cada vez que se sentían diezmados, recogían sus heridos y muertos, y se replegaban por breves momentos a la montaña, para rehacerse y volver a la pelea con nueva furia. Vencidos ya al fin y deshechos, habiendo sufrido bajas considerables, y no dando todavía muestras de desfallecer la valerosa guarnición, a pesar de las sensibles pérdidas que también había experimentado, juzgaron prudente retirarse a respetable distancia del fuerte, guarecidos por el monte.
Sin embargo, se conocía bien que volverían a atentar un supremo y desesperado esfuerzo para apoderarse de la posición y pasar a cuchillo a sus bravos defensores. Y aunque éstos no decaían un punto de ánimo, antes bien se sentían más y más envalentonados con su sangriento triunfo, el cansancio, las bajas y la escasez de municiones, acaso los habrían hecho sucumbir al empuje de nuevos y repetidos asaltos, si no hubiera llegado muy oportunamente un salvador auxilio que les traía el mayor del 2.º de línea don Eleuterio Ramírez. Este jefe había salido de Chihuaihue al amanecer, andando a marcha forzada, y después de ahuyentar a su paso las bandas de indios que cruzaban el camino, se presentó a la vista de Curaco, lo que fue bastante para que los araucanos se pusieran en desordenada fuga por el bosque, llevándose muchos cadáveres, pero no sin dejar algunos que habían caído dentro del recinto y que atestiguaban cuán caro les costaba aquella jornada
Soldado de primera línea en memoria de guerra